# Provincia de Tremecén
La provincia de Tremecén o Tlemecén (en árabe: ولاية تلمسان wilaya tilimsān), a veces transliterado como Tlemsen, es una provincia o valiato del noroeste de Argelia, cuya capital es la ciudad del mismo nombre. El nombre proviene de la palabra bereber tilmisane, que significa ‘manantiales’. La provincia tiene una área de 9061 km² y una población de 949 135 habitantes (2008).

## Municipios con población en abril de 2008
- Aïn Fetah 7,352
- Aïn Fezza 11,053
- Aïn Ghoraba 5,068
- Aïn Kebira 3,665
- Aïn Nehala 6,704
- Aïn Tallout 10,286
- Aïn Youcef 13,234
- Amieur 13,150
- Azaïls 7,527
- Bab El Assa 10,147
- Beni Bahdel 2,801
- Beni Boussaïd 13,182
- Beni Khellad 6,933
- Beni Mester 18,651
- Beni Ouarsous 12,110
- Beni Semiel 4,704
- Beni Snous 11,318
- Bensekrane 13,845
- Bouhlou 6,347
- Chetouane 47,600
- Dar Yaghmouracene 6,331
- Djebala 8,369
- El Aricha 6,673
- El Bouihi 8,705
- El Fehoul 7,045
- El Gor 8,539
- Fellaoucene 8,781
- Ghazaouet 33,774
- Hammam Boughrara 11,444
- Hennaya33,356
- Honaïne 5,408
- Maghnia 114,634
- Mansourah 49,150
- Marsa Ben M'Hidi 6,212
- Msirda Fouaga 5,693
- Nedroma 32,498
- Oued Lakhdar 5,262
- Ouled Mimoun 26,389
- Ouled Riyah 4,329
- Remchi 46,999
- Sabra 28,555
- Sebaa Chioukh 4,634
- Sebdou 39,800
- Sidi Abdelli 18,222
- Sidi Djillali 6,697
- Sidi Medjahed 7,164
- Souahlia 22,245
- Souani 9,513
- Souk Tlata 2,756
- Terny Beni Hdiel 5,737
- Tienet 4,493
- Tlemcen 140,158
- Zenata 3,890

## División administrativa
La provincia está dividida en 20 dairas (distritos), que a su vez se dividen en 53 comunas (ciudades).
- Aïn Talout
- Bab el Assa
- Beni Boussaïd
- Beni Snous
- Bensekrane
- Chatouane
- Felaoucene
- Gazaouet
- Hennaya
- Houanaine
- Maghnia
- Mansura
- Marsa Ben M'Hidi
- Nedroma
- Ouled Mimoun
- Remchi
- Sabdou
- Sabra
- Sidi Djillali